# Romy Lindner
Romy Lindner (* 28. September 1967) ist eine deutsche Langstreckenläuferin.
1993 wurde sie Fünfte beim Frankfurt-Marathon. Im Jahr darauf wurde sie an selber Stelle als Gesamtsechste Zweite der Deutschen Marathonmeisterschaft und Deutsche Meisterin im Berglauf.
1995 wurde sie als Gesamtzweite des Hamburg-Marathons Deutsche Marathon-Meisterin. 1998 gewann sie ihren zweiten nationalen Titel im Berglauf.
Je dreimal siegte sie beim GutsMuths-Rennsteiglauf über die Marathondistanz und beim Göltzschtal-Marathon. Bei letzterem hält sie den Streckenrekord.
Romy Lindner startete zunächst für den SV Blau-Weiß Auerbach (bis 1994) und dann für das LAC Chemnitz. Derzeit ist sie im VfB Lengenfeld aktiv.

## Persönliche Bestzeiten
- 5000 m: 16:41,15 min, 10. Juni 1995, Falkenstein
- 10.000 m: 36:46,86 min, 1. Mai 1998, Radebeul
- Halbmarathon: 1:14:50 h, 20. August 1994, Schortens
- Marathon: 2:37:19 h, 30. April 1995, Hamburg